# De knikkende knoken
De knikkende knoken is een stripverhaal uit de reeks van Suske en Wiske. Het werd geschreven door een scenario- en tekenteam onder leiding van Peter Van Gucht en Luc Morjaeu. Vanaf 2 december 2008 werd het gepubliceerd in De Standaard en Het Nieuwsblad. 

## Locaties
Dit verhaal speelt zich af op de volgende locaties:
- België, Antwerpen, herberg In den Gouden Leeuw, de werf van de Onze-Lieve-Vrouwekathedraal, de Steenstraat, de Antwerpse Burcht (Het Steen), schuilplaats van Jan zonder Vrees, Middelgrote Pieter Polstraat, hoeve van boer Stans, de Schelde, de Mariken (een boot)

## Personages
In dit verhaal spelen de volgende personages mee:
- Suske, Wiske met Schanulleke, tante Sidonia, Lambik, Jerom, professor Barabas, Jan zonder Vrees, Hugo zonder Humor, Bert zonder Bijnaam, Frank zonder Klank, Karel zonder Baard, Roos zonder Doornen, Harre Met of Zonder, Frans zonder Moeite, Jos Zondermeer, Gregorius Busch[1] (schout), soldaten, The Bloody Troubadours, de drie angstspoken (Panicum, Hysterium en Fobium[2]), Vera zonder Liefde, de Hertog, Neoconius (magiër), Bleir (rat), Furium[3] (geest van de boosheid), mysterieuze man, Humorius[4]

## Uitvindingen
In dit verhaal spelen de volgende uitvindingen een rol:
- de tastoscoop, de teletijdmachine

## Het verhaal
Lambik besluit verzekeringen te gaan verkopen en volgt een snelcursus. Zijn eerste klant is Jerom, maar zijn verkooppogingen mislukken en Lambik gaat boos weg. Het gesprek werd afgeluisterd en de mysterieuze man geeft Lambik een fles waarmee hij zijn klanten bang kan maken. Lambik gaat terug naar Jerom en de angstspoken Panicum, Hysterium en Fobium bewerken Jerom en daarna de hele buurt. Lambik belt zijn vrienden en ze brengen Jerom naar professor Barabas. De fles wordt met de tastoscoop onderzocht en de vrienden ontdekken dat het voorwerp in 1434 is gemaakt in Antwerpen. Tante Sidonia en professor Barabas zorgen voor Jerom en Suske, Wiske en Lambik reizen naar het verleden. Ze zien de werf van de Onze-Lieve-Vrouwekathedraal en zijn getuigen van een aanval van de angstspoken, de mensen beschermen zich met lantaarns.
De vrienden moeten vluchten voor de mannen van de schout en worden geholpen door een vrouw. Vera brengt de vrienden naar de schuilplaats van Jan zonder Vrees en horen dat Gregorius Busch als schout is aangesteld ter vervanging van de Hertog. Samen met de magiër Neoconius buit hij de angst van de bevolking uit door prozaklampen te verkopen. Alleen rijke mensen kunnen zich dit veroorloven. Busch is in de Antwerpse Burg en Suske en Wiske proberen binnen te komen. Ze horen op de Steenstraat dat de schout wil stoppen, maar de tovenaar is iets van plan. Wiske wordt gevangengenomen. In het heden steelt de mysterieuze man de fles terug en tante Sidonia volgt hem. Ze breekt in bij een huis op de Middelgrote Pieter Polstraat en vindt daar vele flessen.
Schanulleke komt op een martelbank en Wiske verklapt dan waar de bende van Jan zonder Vrees zich verstopt. Enkele leden kunnen ontkomen als de mannen van de schout binnenvallen en ze vluchten naar de hoeve van boer Stans. De schout besluit een openbare terechtstelling te organiseren om zo de gevluchte mannen naar de stad terug te lokken. De gearresteerde mannen worden bevrijd, maar een groot gevecht volgt. De spoken jagen op iedereen zonder lamp en Lambik gooit dan pek over de schout. Zijn lamp geeft nu geen licht meer en hij wordt ook zelf door de angst bevangen. Suske gaat tegen zijn eigen angst in en kan Wiske bevrijden van de brandstapel. Jan zonder Vrees ziet dit en hij kan zijn eigen angst nu ook overwinnen.
Het lukt Jan nu om de spoken te verslaan. De spoken gaan terug in de fles en de magiër kan ze niet meer gebruiken, maar hij laat dan Furium los en kan op een boot ontkomen. Jerom komt aan in het verleden en hij kan Furium verslaan. Tante Sidonia blijkt samen met Jerom naar het verleden gekomen te zijn. Ze kon zich verstoppen achter de mast en verslaat de magiër op de boot. Tante Sidonia vertelt haar vrienden dat ze een ver familielid van Neconius heeft gevonden en ze ontdekte het geheim van de spoken. Ze laat Humorius vrij, dit spook heeft Jerom genezen. Humorius helpt ook de mensen in het verleden en Jerom gooit de kist, met daarin de flessen met de andere spoken, in de Schelde. De gevangengenomen magiër ziet dit echter vanuit de toren en bereidt zijn wraak, die hij in de toekomst wil laten uitvoeren, voor.

## Achtergronden bij het verhaal
- Jan zonder Vrees is een figuur uit de Antwerpse folklore. Hij wil weleens weten wat angst is en beleeft vele avonturen met Dokus. Dokus was de lijfeigene van boer Stans, hij werd mishandeld door zijn meester en Jan zonder Vrees bevrijdde hem. Omdat ze vernomen hebben dat een monster, Kludde[6], de omgeving onveilig maakt, besluiten Jan en Dokus het wezen te zoeken. Ze treffen Kludde 's nachts in de bossen aan, waar Jan hem ontmaskert als de Heer van Moerzeke. Als dank slaat de hertog (de echte Jan Zonder Vrees) Jan tot ridder van Strazeele. Er zijn vele sprookjes over het ontdekken van angst en het verslaan van spoken, bijvoorbeeld Vrolijke Frans, Sponske en de reus en Sprookje van iemand die erop uittrok om te leren griezelen.
- Ook in dit avontuur wordt de angst overwonnen en de ware veroorzaker ervan wordt ontmaskerd.
- De figuur Gregorius Busch in dit album is een verwijzing naar George W. Bush, die op het moment dat het verhaal werd geschreven president van de Verenigde Staten was.

## Kleine lettertjes
De kleine lettertjes op rij 14 laatste plaatje zijn:
indien zich omstandigheden voorzien met betrekking tot personen/of materialen
waarvan de firma zich bij de uitvoering van de overeenkomst indient of zich pleegt te
bedienen welke van dien aard zijn van de overeenkomst onmogelijk
dan wel naarmate bezwaarlijk en/of eenvoudig kostbaar wordt dat naleving ervan...

## Uitgaven

### Achtergronden bij de uitgaven
- De eerste publicatie vindt plaats in de dagbladen De Standaard en Het Nieuwsblad met 2 stroken per dag vanaf 3 december 2008. Hieraan voorafgaand is op 2 december 2008 de gebruikelijke aankondiging.